# Theope simplicia
Theope simplicia är en fjärilsart som beskrevs av Bates 1868. Theope simplicia ingår i släktet Theope och familjen Riodinidae. Inga underarter finns listade i Catalogue of Life.